# Сопочная Карга (полярная станция)
Сопочная Карга — российская всесезонная полярная станция в Арктике. Расположена на Таймырском полуострове, на правом берегу у входа в Енисейский залив на мысе Сопочная Карга.

## Описание
Морская гидрометеорологическая станция Сопочная Карга открыта 2 октября 1939 года по программе 2 разряда и работает без перерывов по настоящее время. Станция открыта для изучения гидрометеорологического режима Енисейского залива, для обслуживания морского флота и авиации, производства агрометеорологических наблюдений в районах северного оленеводства. 
Полярная станция расположена на мысе Сопочная Карга, который представляет собой серповидную песчаную косу вытянутую с севера на юг длиной 1800 м и шириной 300-400 м. К востоку между мысом и берегом простирается бухта Сопочная Карга. В 6 км от станции в залив впадает небольшая река Сопочная. Местность вокруг станции болотистая, покрыта мхом, низкой травой и редким мелким кустарником. Наиболее крупными объектами в районе станции являются постройки фактории и маяк, которые расположены в северо-западном направлении от станции на расстояниях от 200 м до 2 км. Ближайшее почтовое отделение ранее находилось в посёлке Лайда на левом берегу Енисея в 35 км вверх по течению, но поселок был покинут людьми. Теперь ближайшее почтовое отделение находится в поселке Воронцово в 60 км на юг на правом берегу Енисея. Несмотря на удаленность станции от жилых мест, её регулярно посещают участники экстремальных экспедиций на Север.